# 格罗塞托-普鲁尼亚
格罗塞托-普鲁尼亚（法語：Grosseto-Prugna，法語發音：[ɡʁoseto pʁuɲa]）是法国南科西嘉省的一个市镇，属于阿雅克肖区。

## 地理
格罗塞托-普鲁尼亚（41°52'17"N, 8°57'49"E）面积31.56 平方千米，位于法国南科西嘉省，该省份位于科西嘉南部，后者为地中海西部的一座岛屿，也是法国的一个单一领土集体，位于法国大陆部分的东南面，意大利半島的西面，最临近的地块是撒丁岛。
与格罗塞托-普鲁尼亚接壤的市镇（或旧市镇、城区）包括：阿雅克肖、巴斯泰利卡、巴斯泰利卡恰、科罗。

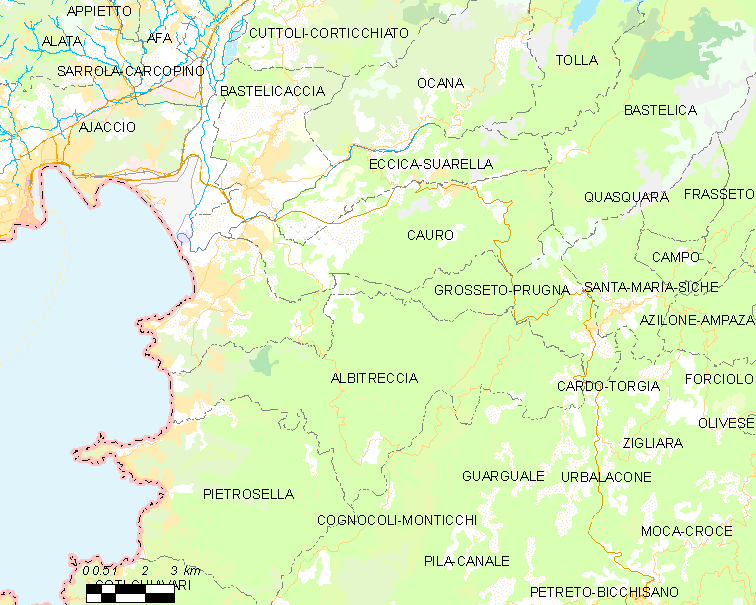
格罗塞托-普鲁尼亚的OSM定位图

格罗塞托-普鲁尼亚的时区为UTC+01:00、UTC+02:00（夏令时）。

## 行政
格罗塞托-普鲁尼亚的邮政编码为20128、20166，INSEE市镇编码为2A130。

## 政治
格罗塞托-普鲁尼亚所属的省级选区为塔拉沃-奥尔纳诺县。

## 人口

1962-2008年间格罗塞托-普鲁尼亚人口变化图示

格罗塞托-普鲁尼亚于2022年1月1日时的人口数量为3331人。